# 外交部 (摩尔多瓦)
外交部（Ministerul Afacerilor Externe）是摩尔多瓦政府的十三个部門之一。
该部于1989年8月31日转变为现在的形式。根据摩爾多瓦憲法 (1994)，政府结构由组织法确立。外交部长办公室是摩尔多瓦政府中最受關注的职位之一。

## 职责
- 确保摩尔多瓦共和国在国际关系中的主权。
- 促进摩尔多瓦与其他国家以及国际组织关系的外交政策。
- 向总统、议会和政府通报重大国际事件，并就摩尔多瓦对这些事件的立场提出建议。
- 代表摩尔多瓦共和国进行谈判并参与谈判条约和国际协议。
- 指导和控制摩尔多瓦共和国外交使团和领事馆对其他国家和国际组织的活动。
- 分析与摩尔多瓦建交国家的内外形势，识别和评估与这些国家经贸关系的发展机遇。
- 与中央专门机构和其他政府机构在对外经济关系和对外促进国家统一政策方面进行合作。

## 歷屆部长
| 姓名              | 从              | 直到           | 政黨                 |
| ----------------- | --------------- | -------------- | -------------------- |
| Nicolae Țâu       | 1990年6月6日    | 1993年10月28日 | 独立                 |
| Ion Botnaru       | 1993年10月28日  | 1994年4月5日   | 独立                 |
| Mihai Popov       | 1994年4月5日    | 1997年7月28日  | 独立                 |
| Nicolae Tăbăcaru  | 1997年7月28日   | 2000年11月23日 | 独立                 |
| Nicolae Cernomaz  | 2000年11月23日  | 2001年7月27日  | 独立                 |
| Nicolae Dudău     | 2001年9月4日    | 2004年2月4日   | 独立                 |
| Andrei Stratan    | 2004年2月4日    | 2009年9月25日  | 摩尔多瓦共和党       |
| 尤里·莱安克       | 2009年9月25日   | 2013年5月31日  | 摩尔多瓦自由民主党   |
| 纳塔利娅·盖尔曼   | 2013年5月31日   | 2016年1月20日  | 亲欧联盟             |
| Andrei Galbur     | 2016年1月20日   | 2018年1月18日  | 独立                 |
| Tudor Ulianovschi | 2018年1月18日   | 2019年6月8日   | 獨立                 |
| Nicu Popescu      | 2019年6月8日    | 2019年11月14日 | 独立                 |
| Aureliu Ciocoi    | 2019年11月 14日 | 2020年3月16日  | 独立                 |
| Oleg Țulea        | 2020年3月16日   | 2020年11月9日  | 选举集团民主摩尔多瓦 |
| Aureliu Ciocoi    | 2020年11月9日   | 2021年8月6日   | 独立                 |
| Nicu Popescu      | 2021年8月6日    | 现任           | 独立                 |